# Augusto Cárdich
Augusto Cárdich Loarte (La Unión, Huánuco; 22 de abril de 1923-La Plata, Buenos Aires; 29 de noviembre de 2017) fue un ingeniero agrónomo, investigador y arqueólogo peruano a quien se le debe el descubrimiento de los restos óseos del hombre de Lauricocha en las cabeceras del río Marañón–Amazonas, los cuales tienen una antigüedad de 10 000 años.

## Biografía
Hijo de Pedro M. Cárdich y Fortunata Loarte. Cursó su educación primaria en el Centro Escolar N.º 391 de Huánuco, y trasladado a Lima, cursó la secundaria en el Colegio San Agustín. Viajó luego a la Argentina, donde ingresó a la Universidad Nacional de La Plata (UNLP), en la que se graduó como ingeniero agrónomo en 1949. Esta formación fue el punto inicial de una carrera arqueológica como investigador y académico.
Permaneció en Argentina, pero en los periodos vacacionales visitaba el Perú, donde realizó exploraciones en la sierra central para identificar las fuentes de los ríos Marañón, Huallaga y Amazonas. Al mismo tiempo investigó en las alturas de esa región, buscando los vestigios del hombre prehistórico. En las sucesivas campañas arqueológicas entre los años 1958 y 1960, descubrió los restos humanos que por entonces eran los más antiguos del Perú, los del hombre de Lauricocha, ubicados en unas cuevas en la puna de Huánuco, a más de 4.000 m s. n. m. En las cercanías descubrió también grupos de pinturas rupestres, con escenas de cacería de camélidos.
Desde 1961 fue profesor de la Facultad de Ciencias Naturales y Museo de la Universidad Nacional de La Plata en la que se desempeñaba como titular en la Cátedra de Arqueología Americana I. A partir de 1971 dirigió las excavaciones de los yacimientos arqueológicos de Los Toldos y El Ceibo, en Argentina, en los cuales fueron encontradas herramientas de piedra que datan de hace 13 mil años, lo que le permitió identificar en la patagonia argentina una larga secuencia cultural, iniciada por cazadores de camélidos y caballos primitivos.
Recibió en 1974 la beca Guggenheim (otorgada por la Guggenheim Memorial Foundation) y fue becado (en 1980, 1984 y 1987) por la Grant National Geographic Society, ambas de los Estados Unidos. 
En 1988, el gobierno de Perú le otorgó la condecoración Palmas Magistrales, en tanto que en 1990 la UNLP lo elevó a su máximo grado académico: profesor emérito. El Biographical Center de Cambridge (Inglaterra) lo distinguió con el título de Científico Internacional del año 2001.

## Publicaciones
Entre sus múltiples obras se cuentan:
- Los yacimientos de Lauricocha. Nuevas interpretaciones de la prehistoria Peruana (Buenos Aires, 1958)
- Leyendas y verdad sobre el origen del río Amazonas (Lima, 1959)
- «Investigaciones prehistóricas en los Andes peruanos» en Antiguo Perú: Espacio y tiempo (Lima, 1960)
- «Ranracancha: un sitio precerámico en el departamento de Pasco, Perú» en Acta Praehistórica (Buenos Aires, 1962)
- «La prehistoria peruana y su profundidad cronológica» en el Boletín de la Sociedad Geográfica de Lima (Lima, 1963)
- Lauricocha. Fundamentos para una prehistoria de los Andes Centrales (1964). Premio Nacional de Investigación Histórica en el Perú, 1965.
- Un esquema de la prehistoria andina en la crónica de Guaman Poma de  Ayala (1971)
- «Hacia una interpretación de la prehistoria de Sudamérica» en Anales de Arqueología y Etnología (Mendoza, 1971)
- «Excavaciones en la caverna de Huargo» en Revista del Museo Nacional (Lima, 1973)
- «Agricultores y pastores en Lauricocha y límites superiores del cultivo» en Revista del Museo Nacional (1975)
- A propósito de un motivo sobresaliente en las pinturas rupestres de "El Ceibo" (provincia de Santa Cruz, Argentina) en Relaciones de la Sociedad Argentina de Antropología, tomo XIII (Buenos Aires, 1979)
- «Origen del hombre y la cultura andinos» en Historia del Perú de la Editorial Juan Mejía Baca (1980)
- Arqueología de Los Toldos y El Ceibo (provincia de Santa Cruz, Argentina) en Estudios Atacameños, tomo 8 (1987)
- Native Agriculture in the Highlands of the Peruvian Andes (National Geographic Research, 1987)
- Civilización andina: su formación (1988)
- Hacia una prehistoria de Sudamérica: culturas tempranas de los Andes Centrales y de Patagonia (2006)

Obras en coautoría
- «Secuencia arqueológica y cronología radiocarbónica de la cueva 3 de Los Toldos (Santa Cruz, Argentina) Archivado el 22 de abril de 2021 en Wayback Machine.» en Relaciones, Sociedad Argentina de Antropología, tomo VII. En colaboración con Lucio Adolfo Cárdich y Adam Hajduk (Buenos Aires, 1973)
- «Datierung der jungpleistozanen Vereisung Lauricocha in den Peruanischen Anden» en Geologischen Rundschau. En colaboración con L. Cárdich y D. Rank. (Sttugart, 1977).